# Poslovanje
Poslovanje je dejavnost nakupovanja prvin, proizvajanja in prodajanja proizvodov, nakupovanja in prodajanja blaga ter opravljanja storitev.